# Stone Sour (альбом)
Stone Sour — дебютний студійний альбом американської групи Stone Sour, що вийшов в 2002 році.

## Про альбом
Stone Sour був записаний на Catamount Studios в Сідар-Фолс, штат Айова, спродюсований групою і Томом Катманом та випущений 27 серпня 2002 року на Roadrunner Records. Робота над альбомом почалася в 2000 році, коли вокаліст Корі Тейлор і гітарист Джеймс Рут активно брали участь в групі Slipknot. Група повернулася до запису лише в 2001 році, в зв'язку з тим що Slipknot пішли на перерву після гастролей в підтримку свого другого альбому Iowa.
Після випуску альбому, Stone Sour продовжували працювати над ним протягом майже року, випустивши три синглу і виступивши в декількох регіонах, в тому числі в США і в ряді країн Європи. Альбом отримав в цілому позитивні відгуки. Крім того, альбом став золотим в США, а пісні «Get Inside» і «Inhale» були номіновані на премію «Греммі» за «Найкраще виконання пісні в жанрі метал».

## Просування
До виходу альбому, трек "Bother" був випущений як саундтрек до фільму Spider-Man, проте, його приписують лише Корі Тейлору. На підтримку альбому, Stone Sour випустили два сингли майже одночасно: "Get Inside" який включав перше відео і живі кадри з групи, і незабаром "Bother", також у супроводі музичного відео.
Протягом жовтня та листопада 2002 року, Stone Sour гастролювали по США на підтримку альбому з Chevelle і Sinch. У 2003 році група продовжила турне на підтримку альбому, в тому числі європейський тур з Saliva, американський тур з Powerman 5000 на розігріві, кілька виступів на європейських фестивалях, тур по Великій Британії з Murderdolls, серед інших.
Третій сингл з альбому "Inhale", був випущений на початку 2003 року, незабаром після невиданої пісні "Inside the Cynic" яка була одна з саундтреків до фільму Фредді проти Джейсона. 21 жовтня 2003 року, виходить колекційне видання Stone Sour, в яке увійшли "Inside the Cynic", чотири додаткових невиданих треків, а на DVD показали всі три відеокліпа і альтернативну обкладинку.

## Позиції в чартах
| Чарт (2002)           | Позиція |
| --------------------- | ------- |
| French Albums Chart   | 131     |
| German Albums Chart   | 94      |
| Japanese Albums Chart | 70      |
| UK Albums Chart       | 41      |
| US Billboard 200      | 46      |

## Список композицій
Всі тексти, написані Корі Тейлором, вся музика, написана і виконана Stone Sour.
| #     | Назва           | Тривалість |
| ----- | --------------- | ---------- |
| 1.    | «Get Inside»    | 3:13       |
| 2.    | «Orchids»       | 4:24       |
| 3.    | «Cold Reader»   | 3:41       |
| 4.    | «Blotter»       | 4:02       |
| 5.    | «Choose»        | 4:17       |
| 6.    | «Monolith»      | 3:45       |
| 7.    | «Inhale»        | 4:25       |
| 8.    | «Bother»        | 4:00       |
| 9.    | «Blue Study»    | 4:37       |
| 10.   | «Take a Number» | 3:42       |
| 11.   | «Idle Hands»    | 3:56       |
| 12.   | «Tumult»        | 4:03       |
| 13.   | «Omega»         | 2:52       |
| 50:57 |                 |            |

| Діджіпак бонус-треки | Діджіпак бонус-треки | Діджіпак бонус-треки |
| #                    | Назва                | Тривалість           |
| -------------------- | -------------------- | -------------------- |
| 14.                  | «Rules of Evidence»  | 3:44                 |
| 15.                  | «The Wicked»         | 4:55                 |
| 16.                  | «Inside the Cynic»   | 3:24                 |
| 17.                  | «Kill Everybody»     | 3:26                 |
| 18.                  | «Road Hogs»          | 3:53                 |
| 70:19                |                      |                      |

| Діджіпак музичні кліпи | Діджіпак музичні кліпи | Діджіпак музичні кліпи |
| #                      | Назва                  | Тривалість             |
| ---------------------- | ---------------------- | ---------------------- |
| 1.                     | «Inhale»               | 4:25                   |
| 2.                     | «Bother»               | 4:14                   |
| 3.                     | «Get Inside»           | 3:14                   |

## Учасники запису
- Корі Тейлор - вокал, гітара
- Джеймс Рут - гітара
- Джош Ренд - ритм гітара
- Шон Економакі - бас
- Джоел Екман - барабани

### Запрошені музиканти
- Ryan Weeder - письменник
- Сід Вілсон - скретчінг
- Denny Gibbs - орган
- Dan Spain - барабани на 17 і 18 піснях

### Технічний персонал
- Tom Tatman - продюсер, звукорежисер
- Jon Chamberlain - додатковий звукорежисер
- Toby Wright - мікшування
- Kenny Meiselas - авторські права
- Dave Kirby - поширення в США
- Neil Warnok - міжнародне поширення
- Monte Conner - кастинг
- Larry Mazer - керівництво
- Elliot Blakely - асистент мікшування
- Yen-Hue Tan - асистент мікшування
- James Barton - продюсер, звукорежисер
- Patrick Thrasher - додатковий звукорежисер
- Stephen Marcussen - мастеринг

### Арт персонал
- Stuart Whitmore - цифровий редактор
- Lynda Kusnetz - креативний директор
- T42design - художнє керівництво, дизайн
- Ken Schles - фотографії